# Jatupat Boonpattararaksa

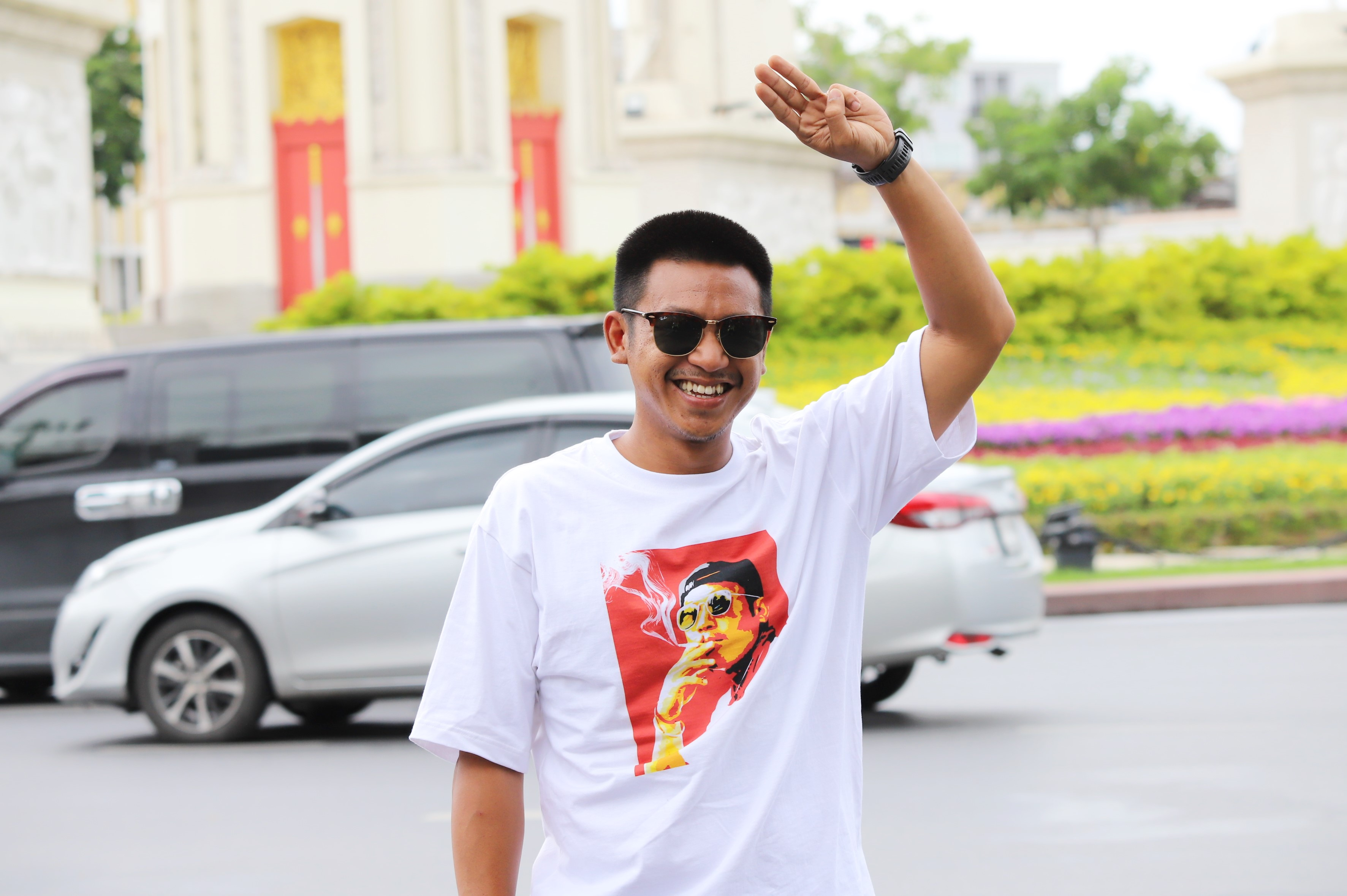
Jatupat Boonpattararaksa

Jatupat Boonpattararaksa, auch bekannt unter seinem Spitznamen „Pai“ (heißt auf Thai „Bambus“) oder „Pai Daodin“ ist ein thailändischer Menschenrechts- und Pro-Demokratie-Aktivist.

## Leben
Jatupat Boonpattararaksa ist Jurastudent an der Khon Kaen Universität, Nordost-Thailand. Zurzeit befindet er sich in Thailand im Gefängnis, nachdem er am 16. August 2017 zu zweieinhalb Jahren Gefängnisstrafe wegen Majestätsbeleidigung in wurde, weil er bei Facebook einen bestimmten BBC-Artikel geteilt hat.
Er wurde bekannt durch seine friedlichen, öffentlichen Aktivitäten zur Verteidigung und Aufrechterhaltung der politischen und bürgerlichen Rechte nach dem Militärputsch im Mai 2014. Pai und sechs andere Studenten sind am ersten Jahrestag des Putsches (22. Mai) festgenommen worden, nachdem sie am Demokratie-Denkmal in Khon Kaen einen friedlichen Protest gegen die Militärregierung abgehalten hatten.
Pai wurde 2010 zum Aktivisten, als er bei „Dao Din“ eintrat, einer Studentenorganisation der Universität Khon Kaen. In deutscher Übersetzung heißt ao Din „Sterne, die auf der Erde wohnen“. Der Begriff soll ausdrücken, dass gewöhnliche Menschen außergewöhnliche Dinge tun, um anderen zu helfen. Mit Dao Din gab Pai Nachbargemeinden in Nordostthailand, die Probleme bei Entwicklungsprojekten hatten, Unterstützung. Unter anderem half er bei der Aufklärung der Dorfbewohner über deren Land- und Wasserrechte, und er organisierte Kampagnen für gefährdete Gemeinden. Pai war vorher schon einmal im Zusammenhang mit Protesten gegen Entwicklungsprojekte in der Nähe von Gemeinden festgenommen und geschlagen worden.
Nach dem Militärputsch 2014 schlossen Pai und Dao Din sich der Bewegung an, die sich gegen die Militärregierung richtete und die für die Wiedereinsetzung der Demokratie in Thailand kämpfte. 
Am 3. Dezember 2016 wurde Pai erneut verhaftet. Er hatte auf seiner Facebook-Seite einen Link zu einem BBC-Artikel eingetragen, der als kritisch gegenüber dem neuen König, der am 1. Dezember den Thron bestiegen hatte, angesehen wurde. Dem Haftbefehl zufolge wurde Pai aufgrund einer Beschwerde eines Armeeoffiziers festgenommen, der ihn beschuldigte, gegen Artikel 112 des Strafgesetzbuches verstoßen zu haben. Artikel 112 ist das Gesetz zur Majestätsbeleidigung.
Der Artikel, den Pai auf seiner Facebook-Seite gepostet hat, wurde von Tausenden geteilt. Die Tatsache, dass es keinerlei Anstrengungen zu einer Untersuchung oder sogar zu einer Verhaftung gab, lässt die Vermutung zu, dass die Militärs sich ganz speziell auf Pai eingeschossen haben.
Sein Schuldeingeständnis in einer nicht öffentlichen Verhandlung führte zu einer Reduzierung der Freiheitsstrafe auf zweieinhalb Jahre.
Amnesty International setzt sich für seine Freilassung sowie für die Verbesserung der Ausübung der demokratischen Rechte in Thailand ein.

## Auszeichnungen
- 2017: Gwangju-Menschenrechtspreis